# Chebeague Island
Chebeague Island es un pueblo ubicado en el condado de Cumberland en el estado estadounidense de Maine. En el Censo de 2010 tenía una población de 341 habitantes y una densidad poblacional de 5,36 personas por km².

## Geografía
Chebeague Island se encuentra ubicado en las coordenadas 43°44′7″N 70°4′52″O / 43.73528, -70.08111. Según la Oficina del Censo de los Estados Unidos, Chebeague Island tiene una superficie total de 63.6 km², de la cual 9.22 km² corresponden a tierra firme y (85.51%) 54.38 km² es agua.

## Demografía
Según el censo de 2010, había 341 personas residiendo en Chebeague Island. La densidad de población era de 5,36 hab./km². De los 341 habitantes, Chebeague Island estaba compuesto por el 99.12% blancos, el 0.29% eran afroamericanos, el 0% eran amerindios, el 0.29% eran asiáticos, el 0% eran isleños del Pacífico, el 0% eran de otras razas y el 0.29% pertenecían a dos o más razas. Del total de la población el 0% eran hispanos o latinos de cualquier raza.